# Campo Florido
Campo Florido este un oraș în unitatea federativă Minas Gerais (MG), Brazilia.